# Diesel – dat oostfreeske Bladdje
Diesel ist der Name eines Magazins in plattdeutscher Sprache für Ostfriesland, das von 1992 bis 2018 erschien. Der volle Name lautet Diesel – dat oostfreeske Bladdje. 

## Geschichte und Inhalt
Diese vollständig plattdeutsche Zeitschrift für niederdeutsche Literatur erschien von 1992 bis 2018 vierteljährlich mit einer Frühjahrs-, Sommer-, Herbst- und Winterausgabe.
Diesel ist ein ostfriesisches Wort für Distel. Damit wollten die Herausgeber sowohl die Schönheit wie auch das Stachelige ihrer Zeitschrift betonen, und auch die Nähe zu den niederländischen Schwesterzeitschriften KRŐDDE und ROET, gleichermaßen Unkräuter.
Herausgegeben wurde Diesel von dem Emder Carl-Heinz Dirks sowie Hans-Hermann Briese aus Norden und Johannes Diekhoff aus Aurich. Die redaktionelle Leitung hatte Carl-Heinz Dirks inne.
In Diesel wurden neben unterhaltenden „Dööntjes un Vertellsels“ anspruchsvolle lyrische und Prosa-Texte auf Plattdeutsch ebenso veröffentlicht wie Buch- und Plattenkritiken. Die übergroße Mehrzahl der Leser lebte in Ostfriesland oder hat ostfriesische Wurzeln, daher war die Sprache des Blattes in der Regel ein ostfriesisches Niederdeutsch in der von der Ostfriesischen Landschaft vorgelegten Schreibweise. Die Macher der Zeitschrift setzten in ihrem Blatt eine einheitliche Schreibung durch, da nach ihrer Überzeugung und Erfahrung nur so ein Lesepublikum erhalten blieb. Die Auflage lag im Jahr 2012 bei über 1200 Exemplaren.
In möglichst jeder Ausgabe der Zeitschrift wurden neben lebenden Autoren aus Ostfriesland auch Schreibende aus anderen Gegenden des plattdeutschen Sprachgebietes berücksichtigt, häufiger auch aus Groningen, hin und wieder gab es auch plattdeutsche Texte aus den USA. Und immer wieder wurden den Lesern Texte bedeutender verstorbener Autoren nahegebracht, von Oswald Andrae über Moritz Jahn, Greta Schoon, Wilhelmine Siefkes bis Berend de Vries.
Das Blatt fungierte zudem als Vereinszeitschrift für den Verein für ostfriesische Sprache und Kultur Oostfreeske Taal und enthielt in jeder Ausgabe vier Seiten Informationen aus und für den Verein, die ebenfalls durchgängig in ostfriesisch-plattdeutscher Sprache gehalten waren.
2004, anlässlich der 50. Ausgabe des Diesel, wurden die Herausgeber mit dem Keerlke-Preis und mit dem Totius-Frisiae-Siegel (siehe Sieben Seelande) der Ostfriesischen Landschaft ausgezeichnet.